# Synagogue libérale de Darmstadt (1876-1938)

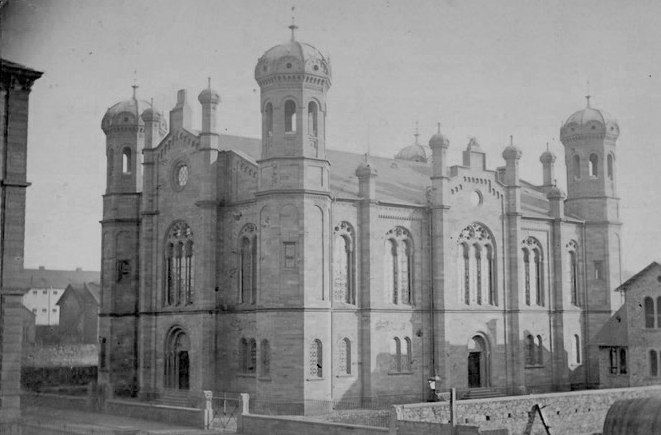
La synagogue libérale de Darmstadt vers 1900.

La synagogue libérale de Darmstadt, inaugurée en 1876, a été détruite par les nazis en 1938 lors de la nuit de Cristal, comme la synagogue de la communauté orthodoxe de Darmstadt et comme la majorité des lieux de culte juif en Allemagne.
Une communauté juive existe à Darmstadt du XVIIe siècle jusqu'à sa destruction par les nazis. Parfois deux communautés, une libérale et une orthodoxe ont coexisté. Après 1945, une petite communauté comparée à la période d'avant-guerre s'est de nouveau reformée.

## Histoire de la communauté juive

### Les débuts de la communauté: duXVIeauXVIIIesiècle
Dès le XVIe siècle, des Juifs se sont installés à Darmstadt et dans ses environs. La première mention d'un Juif habitant Darmstadt date de 1529. Il faut attendre 1570 pour avoir confirmation de l'existence de familles juives dans les villages environnants d'Arheilgen, Bessungen, Eberstadt, etc.
Aux XVIIe et XVIIIe siècles, le nombre de familles / habitants juifs évolue comme suit: en 1623 on compte sept familles; puis en 1713 30 familles; en 1770 39 familles et en 1784 48 familles. Depuis le milieu du XVIIIe siècle, certains résidents juifs travaillent pour la cour, comme Wolf Koppel, venu de Trebur à Darmstadt en 1749 et qui est nommé brodeur à l'or de la cour, mais sans salaire jusqu'en 1764.
La communauté juive possède sa synagogue, son cimetière et un mikvé (bain rituel). Depuis 1770, Darmstadt est le siège d'un rabbinat.

### AuxXIXeetXXesièclesavant l'avènement du nazisme
Aux XIXe et XXe siècles, le nombre d'habitants juifs croit fortement: en 1825, on compte 532 habitants juifs soit 2,3% d'un total de 23 240 habitants); en 1861, ils sont 641 sur un total de 28 526 habitants; Puis leur nombre va progresser rapidement avec l'afflux des petites communautés avoisinantes. En 1880, le nombre de Juifs à Darmstadt est de 1 275 pour un total de 41 199 habitants soit 3,1%; en 1890, on recense 1 438 Juifs soit 2,6% de 55 883 habitants; en 1900: 1 689 soit 2,3% de 72 381; en 1910, on culmine à 1 998 habitants de confession juive soit 2,3% de 87 089; puis on constate une légère diminution et en 1925, on ne compte plus que 1 646 Juifs pour une population totale de 89 465 habitants soit environ 2,0%.
En 1809, toutes les familles juives doivent adopter un nom de famille, mais certaines en avaient déjà pris un quelque temps auparavant, entre 1752 et 1772. Certaines prennent le nom de leur ville d'origine. On trouve donc à Darmstadt des Trier (Trèves); des Hachenburg; des Bessunger (de Bessungen, village rattaché à Darmstadt en 1888); des Wolfskehl (originaire de Wolfskehlen) et après 1800 des Ettling (d'Ettling ou d'Ettlingen); des Messel; des Neustadt; des Reichenbach; des Fuld (de Fulda); mais aussi des Callmann; des Bermann; des Sander etc.. Vers 1820, les Juifs sont généralement reconnus comme des citoyens, et après les mouvements révolutionnaires de 1848, ils obtiennent l'égalité civile et politique.
Pendant la Première Guerre mondiale, la communauté juive perd au front 34 de ses membres.
En 1924-1925, le conseil de la communauté se compose du conseiller juridique Dr Bender, responsable de l'école religieuse, des finances et des relations avec les petites communautés rurales, de Leopold Hachenburger, de Karl Benjamin, de Jakob Dernburg, responsable de la cacherout, de la shehita (abattage rituel) et des bâtiments, du conseiller commercial Ludwig Joseph et de Theodor Meyer, de Sigmund Salomon, responsable du culte, de P. Salomon, responsable du cimetière et du secours aux pauvres, et d'Hermann Simon. Dr Bruno Italiener est le rabbin et Elias Hauser le Hazzan (chantre) et sho'het (abatteur rituel). L'école religieuse qui accueille alors 82 enfants, est dirigé par le rabbin Dr Italiener avec pour professeurs Freitag et Elias Hauser. En 1932, elle accueillera 139 enfants.
Dans les années 1920 et jusqu'à 1933, la communauté possède de nombreuses associations caritatives regroupées dans le  Zentralstelle der vereinigten israelitischen Wohltätigkeitsanstalten (Bureau central des organisations caritatives israélites unies) présidé en 1924 par Max Simon Meyer. Ce bureau rassemble en 1932 la Israelitische Religionsgemeinde (Communauté religieuse israélite); la Israelitische Religionsgesellschaft (Société religieuse israélite); la Israelitische Nothilfe (Aide d'urgence israélite) sous la direction de Mme Lehmann en 1932, dont le but est l'approvisionnement des classes moyennes appauvries en chauffage et en nourriture; la  Verein Samech Nauflim (Association Épauler ceux qui tombent); la Starkenburg-Loge (Loge de Starkenbourg) sous la direction de Karl Lehmann en 1924; la Kohlenkasse (Caisse du charbon); la Hilfsverein (Association d'aide); la Verein zur Bekämpfung des Wanderbettels (Association pour combattre la mendicité itinérante) dirigée en 1924 par Theodor Mayer, avec 200 membres.
D'autres associations indépendantes sont aussi très actives à Darmstadt: la Wohltätigkeits- und Bestattungsverein Chewra Kadischa (Association caritative et funéraire Chewra Kadischa), dirigée en 1924 par le Dr Ludwig Meyer avec 50 membres; la Verein Chewra Gemilus Chessed (Association Acte de bonté), fondée en 1922, sous la direction en 1932 de Siegfried Stern avec 54 membres, dont le but est entre autres l'aide aux malades et les services funéraires; la jüdische Frauenbund (Union des femmes juives), dirigée par Mme Brill avec 250 membres; la Minjanverein (Association du minian), dirigé en 1924 par Sigmund Salomon avec 45 membres et en 1932 par Siegfried Stern; la Reichsbund jüdischer Frontsoldaten (Union du Reich des soldats juifs du front), présidé par Emil Blum.
La plupart des familles juives établies de longue date à Darmstadt ont pris une part active à la fois à la vie communautaire juive et à la vie publique. Mais dès la fin du XIXe siècle, la montée de l'antisémitisme se fait sentir. En 1930, Richard Kahn est abattu à l'arme à feu par un nazi.
Jusqu'en 1933 environ, les Juifs possèdent de nombreux commerces dans la ville, dont des grands magasins comme le grand magasin Rothschild, propriété de Sigmund Rothschild, le magasin et l'usine de meubles Trier, propriétés de Louis et Eugen Trier. Les Juifs occupent aussi une place importante parmi les professions libérales telles que médecins ou avocats. On compte aussi l'imprimerie Simon dans la Grafenstrasse, et sur le plan de la cacherout, plusieurs boucheries cachères dont la boucherie Hausmann, la boulangerie Freudenberger et le restaurant cacher "Hotel Stadt Frankfurt" propriété de F Dreyfus, au 22 Bleichstrasse juste en face de la synagogue orthodoxe.

### Le nazisme et la fin de la communauté juive
En 1933, on dénombre 1 427 résidents juifs à Darmstadt, soit 1,5% de la population totale de 93 222 habitants. Au cours des années suivantes, de nombreuses familles décident d'émigrer principalement aux États-Unis ou en Palestine mandataire, en raison du boycott économique, de la perte de leurs droits civiques et de la répression, de sorte qu'au 31 décembre 1937, leur nombre a été réduit à 666.
Lors de la nuit de Cristal, du 9 au 10 novembre 1938, la synagogue libérale et la synagogue orthodoxe sont incendiées. De nombreux commerces et maisons appartenant à des Juifs sont pillés et saccagés.
En avril 1939, il ne reste plus que 258 Juifs adultes en ville. En 1942-1943, la presque totalité des Juifs restés en ville et dans ses environs sont déportés. Les principales déportations ont lieu vers le camp de concentration de Theresienstadt en mars 1942, septembre 1942 et février 1943.
Le mémorial Yad Vashem de Jérusalem et le Gedenkbuch - Opfer der Verfolgung der Juden unter der nationalsozialistischen Gewaltherrschaft in Deutschland 1933-1945 (Livre commémoratif – Victimes des persécutions des Juifs sous la dictature nazie en Allemagne 1933-1945) répertorient 651 habitants nés, ou ayant vécu longtemps à Darmstadt parmi les victimes juives du nazisme.
En 2005, sont scellées sur les trottoirs de Darmstadt les premières Stolpersteine à la mémoire des victimes principalement juives du nazisme. Placées devant le dernier domicile connu de la victime, elle porte gravée sur une plaque de laiton, son nom, sa date de naissance et si connus le lieu et la date de sa mort. D'autres pierres seront déposées au cours des années suivantes.

## Histoire de la synagogue libérale

### L'ancienne synagogue

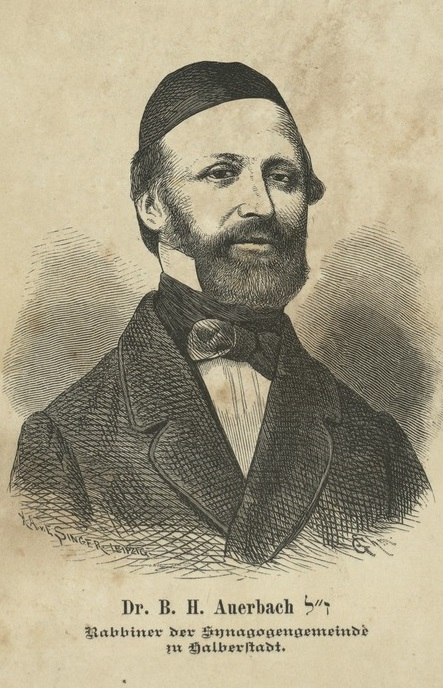
Le rabbin Benjamin Hirsch Auerbach.

En 1695, le Landgrave Ernest-Louis de Hesse-Darmstadt donne aux Juifs de Darmstadt la permission d'ouvrir une salle de prière et d'organiser des offices. Cette salle est située chez Hirtz jusqu'en 1705 et chez le juge juif Benedikt Löw jusqu'en 1714. En 1735, la communauté juive achète la maison au 14 Kleine Ochsengasse (petite ruelle des Bœufs) et la transforme en synagogue. Celle-ci est inaugurée en 1737 et largement rénovée et agrandie en 1842. Après sa rénovation et son agrandissement, elle est inaugurée par le rabbin Dr Benjamin Hirsch Auerbach. Le magazine Der Israelit des 19. Jahrhunderts décrit la cérémonie :
« On peut lire ce qui suit dans une feuille officielle de Darmstadt: La dédicace de la maison de Dieu de la communauté israélite locale a été célébrée solennellement cet après-midi, après sa reconstruction intérieure et extérieure ainsi que son agrandissement approprié d'un côté. Ce fut un  office important et exaltant par la manière dont il s'est déroulé, et significatif par les circonstances qui l'ont suscité et amené.

Le rabbin Dr Auerbach a prononcé un discours puissant et méthodique dans lequel il a examiné le judaïsme et son destin d'un point de vue religieux, historique et politique, en développant l'essence de la religion israélite basée sur Dieu, la vertu et l'immortalité d'une part, puis il a décrit également les changements que la religion israélite et ses fidèles, l'État et les autres confessions religieuses, ont subis au cours des derniers siècles. En tant que l'un des plus beaux triomphes de la civilisation chrétienne moderne, il a souligné la liberté religieuse qui a également été accordée aux Israélites et les droits civils qui leur ont été attribués, bien qu'il n'ait pas manqué de reconnaître au vu d'un État voisin étroitement fraternel, qu'à cet égard, il y a encore beaucoup à espérer et à souhaiter. Mais surtout, il a brillamment souligné les excellents services que le noble grand-duc Louis Ier et son gouvernement ont rendus à la situation religieuse et civile des Israélites, et comment le grand-duc qui règne actuellement continue, non seulement à préserver les droits acquis, mais aussi à les consolider...Il est probable que M. Auerbach avait surtout compté sur un cercle d'auditeurs nombreux et instruits, et cette hypothèse s'est avérée tout à fait justifiée. Le conseiller de district grand-ducal, le baron von Stark, le conseiller privé Mr. von Kuder, le bourgmestre et le conseil municipal, le prélat évangélique Dr Köhler, le prédicateur de la Cour Dr Zimmermann, plusieurs autres membres du clergé, le directeur de la Chambre des comptes, M. Ludwig, le directeur du Tribunal administratif et judiciaire, M. Goldmann, et de nombreuses autres personnes ont assisté à l'émouvant service religieux qui, avec l'éclairage festif de la nouvelle maison de Dieu, a laissé une impression durable sur les participants, d'autant plus que les beaux chants accompagnés d'une musique tout à fait séduisante étaient parfaitement appropriés au but de la journée... »

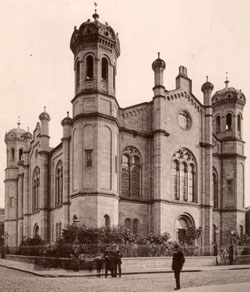
La nouvelle synagogue libérale vers 1910.

### La construction de la synagogue libérale
À partir de 1863-1864, l'ancienne synagogue n'est utilisée comme maison de prière que par la communauté religieuse libérale après que le groupe orthodoxe se soit réuni pour le culte dans ses propres locaux. Malgré cela, l'ancienne synagogue n'est plus considérée comme adaptée. La communauté libérale décide alors de construire une nouvelle synagogue plus conforme à l'image qu'elle a d'elle-même. Celle-ci est bâtie en trois ans, de 1873 à 1876, au 2 Friedrichstrasse dans le quartier Johannesviertel nouvellement créé, selon les plans de l'architecte municipal Edmund Köhler et est inaugurée le 23 février 1876. La nouvelle synagogue est un édifice religieux, caractérisé par des éléments néo-romans et néo-mauresques. Les quatre tours d'angle surmontés d'un dôme sont caractéristiques. Les surfaces extérieures sont recouvertes de grès rouges. En tant que synagogue libérale, elle est également équipée d'un orgue. La synagogue compte 440 sièges pour les hommes, 396 pour les femmes.
L'inauguration de la nouvelle synagogue est rapportée dans la presse juive libérale qui en profite pour mettre en accusation d'une façon assez virulente l'ancien rabbin, le Dr Auerbach, qui par son attitude aurait nui à la communauté de Darmstadt à majorité réformée : 
« La cérémonie d'inauguration de la nouvelle synagogue dans notre capitale d'État Darmstadt mérite une attention particulière à l'heure actuelle pour plus d'une raison. La communauté religieuse israélite de Darmstadt avait une petite maison de culte très discrète dans une cour sombre, située dans la partie la plus ancienne de la ville. La lutte des partis qui s'est transplantée de Mayence à Darmstadt a fait craindre que le terrain pour la transformation contemporaine du service ne soit jamais fertile ici: la province de Starkenbourg, les environs de cette ville, appartient presque entièrement à la direction la plus sombre, qui a été cultivée par le Dr Auerbach, qui a servi comme rabbin ici pendant tant d'années et a été retiré de ce siège rabbinique d'une manière si drastique, De mortius nil nisi bene (Des morts : rien sinon le bien). Il est mort - en tant que rabbin - à Halberstadt. Il a beaucoup nui à nos congrégations, non seulement parce qu'il a entravé le progrès, mais plus encore parce qu'il a affaibli notre foi dans le contenu moral de notre religion et nous a porté préjudice sur le plan du respect public...Et pourtant! L'inauguration de la nouvelle synagogue, qui a eu lieu le 23 février, contribuera puissamment à chasser les esprits obscurs. Le fait que la communauté relativement petite, ait construit une si magnifique maison de Dieu dans la plus belle partie de la ville, par un sacrifice gratuit, témoigne du sens religieux, de la dévotion de l'amour pour la religion ancestrale.

La cérémonie s'est déroulée en présence du prince héritier Louis de Hesse avec son épouse Alice (fille de la reine Victoria) et de plusieurs princes et princesses de la maison grand-ducale avec leur entourage, des ministres et conseillers ministériels, des plus hauts fonctionnaires du pays, des chefs de l'administration militaire, de l'administration municipale, des autorités du district et de la province, du clergé protestant (le catholique s'était exclu), et de nombreux amis proches et lointains, et bien sûr de tous les fidèles étaient présents.
Des chants magnifiquement interprétés ont glorifié la célébration, dont le point culminant a été le discours du rabbin Dr Landsberg. Le Dr L. est connu comme un érudit et un maître de la parole; mais ici, il a fait aussi preuve du bon rythme en glorifiant de façon apologétique Dieu, la prière et les idées humaines du judaïsme. Ainsi, cette célébration a certainement contribué à restaurer et à accroître le respect et l'estime de notre religion aux yeux des personnes présentes, et j'aimerais dire, de la restaurer et de la rehausser.
Cette maison de Dieu a été conçue dans un style digne, sublime mais simple par l'architecte Köhler et se distingue des autres nouvelles synagogues du sud de l'Allemagne par sa lumière et sa luminosité, son aspect convivial et gracieux et sa décoration intérieure. Un éclairage splendide, des ornements magnifiques (le parokhet et les autres broderies ont été fournies par le célèbre libraire J. Kaufmann de Francfort et sont de véritables chefs-d'œuvre). Tout augmente l'impression de dignité de l'ensemble... »

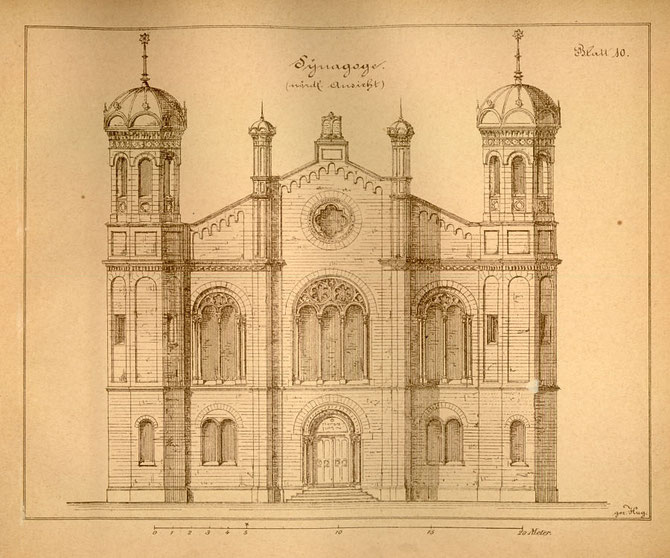
Plan architectural de la synagogue - 1875
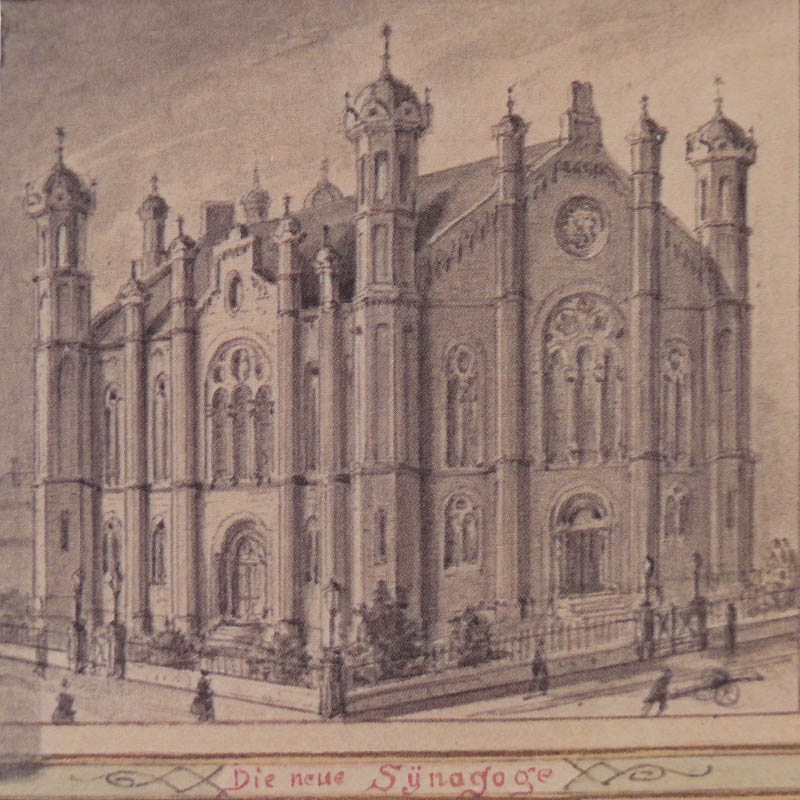
Dessin de la synagogue vers 1884 – auteur anonyme

Pour financer la synagogue, la communauté juive libérale de Darmstadt a du fortement s'endetter. Le remboursement de la dette pèse sur les épaules de chacun des fidèles, dont certains n'hésitent pas à quitter la communauté libérale afin d'échapper à cette taxe. Un article du Allgemeinen Zeitung des Judentums, un an après l'inauguration du bâtiment, revient sur ces déconvenues :
« En 1876, la communauté de Darmstadt comptait 338 membres contribuables c'est-à-dire tous ceux qui étaient soumis à l'impôt d'État sur le revenu, dont notamment les employés de commerce, les femmes célibataires et autres. En raison du très mauvais état de leur ancienne synagogue, ils ont été contraints de construire une nouvelle synagogue au cours des dernières années pour un coût d'environ 300 000 marks, qu'ils ont dû emprunter, et dont les intérêts et l'amortissement s'élèvent à 13 000 marks annuellement. Mais il faut ajouter à cela les salaires et les pensions pour un montant de 11 500 marks, ainsi que d'autres dépenses pour le service religieux, etc. d'environ 5 800 marks, de sorte que le besoin annuel total se monte à près de 33 000 marks. 
Étant donné que la communauté de Darmstadt ne dispose pas d'autres sources de revenus, elle est obligée de recueillir presque la totalité de la somme par des prélèvements fiscaux... et comme les contribuables individuels paient déjà des sommes très importantes..., et en cas de départ d'un tiers seulement des membres actuels de la communauté, l'impôt augmenterait d'un tiers. Mais il ne fait aucun doute que le nombre de ces départs serait encore plus important qu'un tiers, car les soi-disant orthodoxes seraient rejoints par de nombreux autres, y compris des indifférents, de sorte que la charge fiscale des différents membres restants de la communauté devrait être qualifiée de carrément prohibitive. Mais avec cela, le sort de la communauté serait scellé, car les membres de celle-ci, fortement taxés sont pour la plupart ceux qui ne sont retenus ici par rien et qui ne reculeraient donc certainement pas devant un changement de leur lieu de résidence... Le spectre de la déclaration de faillite concernant les communautés israélites, qui est auguré ici et là, aurait alors la plus grande probabilité de se réaliser, ce qui ne peut être dans l'intérêt de l'État, puisque toutes les obligations de la communauté ont été contractées à l'égard de tiers avec l'autorisation et l'approbation expresses du gouvernement de l'État, et que ce dernier emploie même le rabbin par décret souverain. »

### Cérémonies dans la synagogue libérale
Réussissant à résoudre avec l'aide de l'État ses difficultés financières, la communauté est fière de pouvoir en 1883, accueillir dans sa synagogue les princesses de la maison grand-ducale: 
« Les faits suivants peuvent servir de preuve du peu de terrain que l'antisémitisme trouve au grand-duché de Hesse et surtout à Darmstadt: Leurs Altesses Royales, les princesses de la Maison grand-ducale, qui ont toujours été à l'avant-garde de la tolérance et de l'humanité authentique, ont visité la synagogue de la principale congrégation israélite locale le dernier Shabbat. Elles ont été reçues à l'entrée de la synagogue par le conseiller commercial Blumenthal au nom du conseil d'administration et ont été conduites aux premières places de la galerie des femmes... »
Dès la fin du XIXe siècle, la communauté juive doit faire face à une montée de l'antisémitisme. En 1922, la synagogue et de nombreux commerces juifs font l'objet d'un maculage d'inscriptions antisémites et de croix gammées:       
« Dans la nuit de mardi à mercredi, le perron de la synagogue et les portes d'entrée de plusieurs maisons où vivent des familles israélites ont été peints avec des croix gammées à la peinture rouge. Une récompense de 10 000 marks est offerte pour l'identification des auteurs . »
En 1926, la communauté juive libérale organise une cérémonie officielle pour le 50e anniversaire de l'inauguration de la synagogue. Alors que les officiels de l'État et de la municipalité ainsi que les représentants des autres religions sont présents, la communauté juive orthodoxe de Darmstadt refuse l'invitation. Le journal des communautés juives libérales en profite pour stigmatiser l'intolérance de la communauté orthodoxe:     
« La principale communauté israélite locale a célébré le 50e anniversaire de l'inauguration de sa synagogue le 20 février avec un service très solennel, au cours duquel toute la communauté, ainsi que les ministres hessois Brentano et Henrich, le maire, le directeur provincial et d'autres autorités, ainsi que les rabbins et les directeurs des principales paroisses de Hesse étaient présents. Le conseil d'administration communautaire avait également invité les membres de la communauté religieuse orthodoxe séparée de Darmstadt, mais il a reçu un refus de celle-ci avec la motivation écrite suivante:
Les visions du monde totalement opposées qui sous-tendent votre et notre communauté, séparées l'une de l'autre par une immensité infranchissable nous rendent impossible, etc. etc... Les orthodoxes de Darmstadt ont toujours été connus pour leur intolérance et leur intransigeance particulières, mais cette lettre a suscité une indignation particulière dans l'ensemble de la communauté de Darmstadt et ce serait un trop grand honneur de lui donner encore une fois une réponse critique. 
Voilà à quoi ressemble la solidarité juive si souvent vantée. »

### La nuit de Cristal et la destruction de la synagogue
Lors de la nuit de Cristal du 9 au 10 novembre 1938, Karl Lucke, Brigadeführer de la SA Kurpfalz (Palatinat du Rhin) reçoit l'ordre du chef de groupe SA au sein de la Brigade 50 de Starkenbourg selon les normes spéciales de la SA, de faire exploser ou de mettre le feu à toutes les synagogues, si possible sans endommager les maisons aryennes voisines. À Darmstadt, Heinrich Kissinger, SA Obersturmführer ordonne au serrurier Georg Adam Volz (35 ans), né à Darmstadt, membre de la SA d'apporter un arrosoir plein d'essence à la synagogue de la Bleichstrasse. Avec la complicité de plusieurs autres membres de la SA, les deux synagogues de Darmstadt sont incendiées et le mikvé dynamité. La maison du rabbinat qui abrite les archives de la communauté juive ainsi que l'appartement du gardien sont épargnés. Les ruines de la synagogue sont arasées l'année suivante.

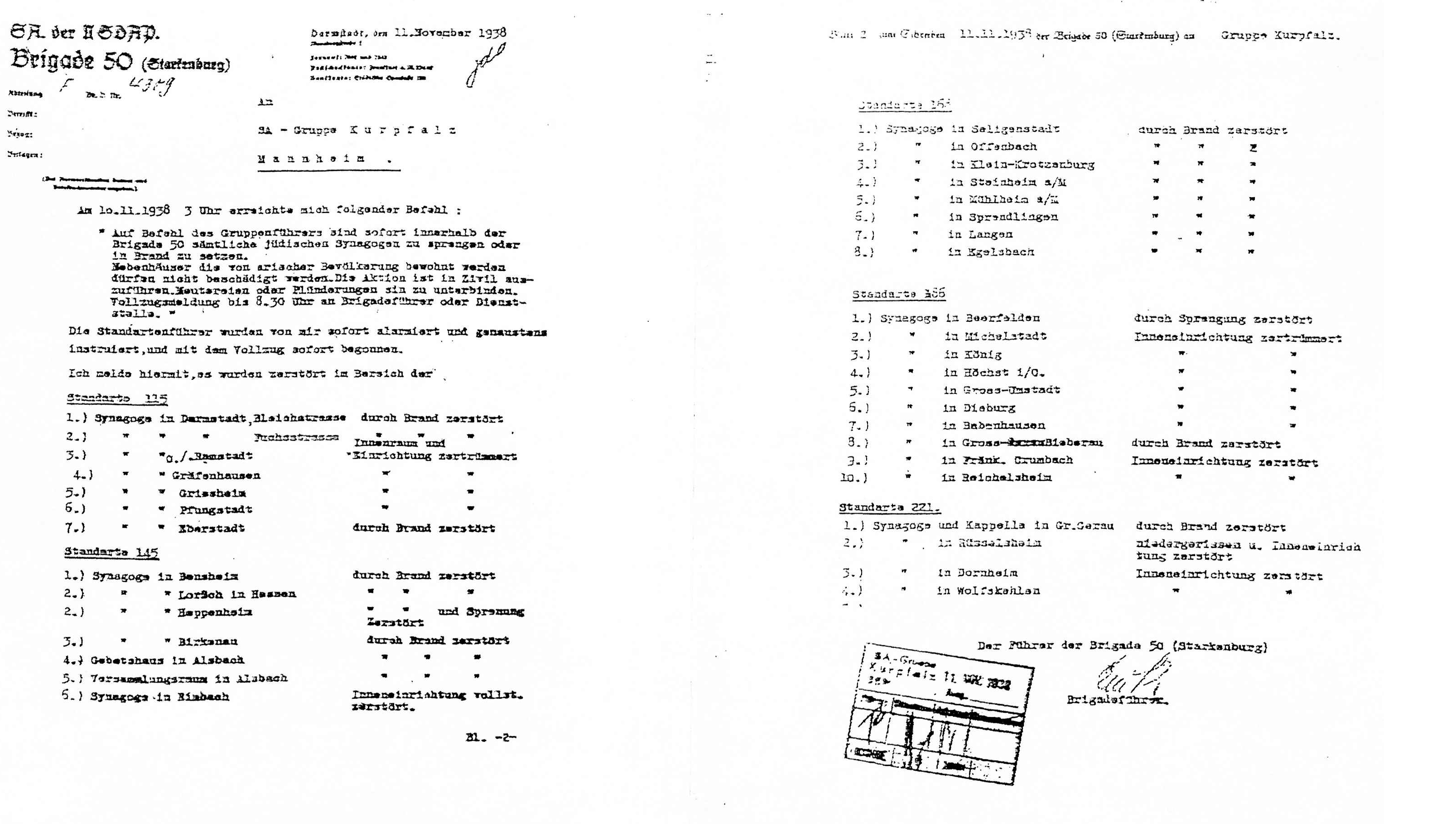
Rapport du Brigadführer Karl Lucke annonçant à ses supérieurs la destruction des synagogues de Darmstadt et des villes environnantes

Le Brigadführer Karl Lucke, le 11 novembre, dans son rapport à Mannheim, fait part de la bonne exécution des ordres reçus et de la destruction des synagogues de Darmstadt, Pfungstadt, Heppenheim, Mühlheim, Langen, Offenbach, Dieburg, Rüsselsheim et de toutes les autres situées dans des petites villes.
Le lendemain, le Darmstädter Tagblatt publie un article justifiant les faits: 
« Die Antwort auf das Attentat (La réponse à l'assassinat): L'indignation justifiée et compréhensible du peuple allemand au sujet du lâche assassinat juif d'un diplomate allemand à Paris la nuit dernière s'est amplement exprimée...Les deux synagogues ont brûlé. Des rassemblements antisémites également à Darmstadt...où la population a exprimé son indignation face au lâche assassinat à la légation allemande à Paris. »
Après la Seconde Guerre mondiale, plusieurs personnes impliquées dans les évènements du pogrom de novembre à Darmstadt passent en jugement: 
- Wilhelm Mahla, propriétaire d'un garage et d'une station-service et représentant d'Ad Wlather est reconnu responsable d'avoir fourni de l'essence pour mettre le feu.
- Wilhelm Bauer, membre de la SS depuis 1936 et du parti nazi depuis fin 1938, est condamné à un an de prison pour sa participation à la destruction du magasin de jouets Ullmann dans la Elisabethenstraße.
- Hans Benn, secrétaire, membre du parti nazi depuis 1931, accusé d'atteinte grave à la paix, de participation à la persécution des Juifs et de destruction des synagogues de Darmstadt est condamné à 18 mois de prison, puis en 1949, à deux ans de camp de travail par la chambre arbitrale (Spruchkammer).
- Wilhelm Hoffmann, membre de la SA depuis 1934 et du parti nazi depuis 1937, est condamné à 10 mois de prison pour incendie criminel.
- Heinrich Kratz, a été réveillé la nuit avec l'instruction de fermer les robinets de gaz des deux synagogues (Bleichstraße et Fuchsstraße). Il est ensuite rentré chez lui. Il est acquitté.
- Karl Rühl, membre du parti nazi depuis 1931. Arrêté en même temps que Hans Benn, il est condamné à 4 mois de prison pour rupture de la paix civile.
- Adolf Schneider, homme d'affaires, rejoint le parti nazi en 1930. Arrêté en même temps que Hans Benn, il est condamné à 5 mois de prison pour rupture de la paix civile.
- Georg Adam Volz, serrurier, membre de la SA depuis 1933 et du parti nazi depuis 1938. Il est condamné à 10 mois de prison pour tentative d'incendie criminel. Volz a participé en remplissant un arrosoir d'essence sur ordre de Kissinger et en l'apportant à la synagogue de la Bleichstraße.

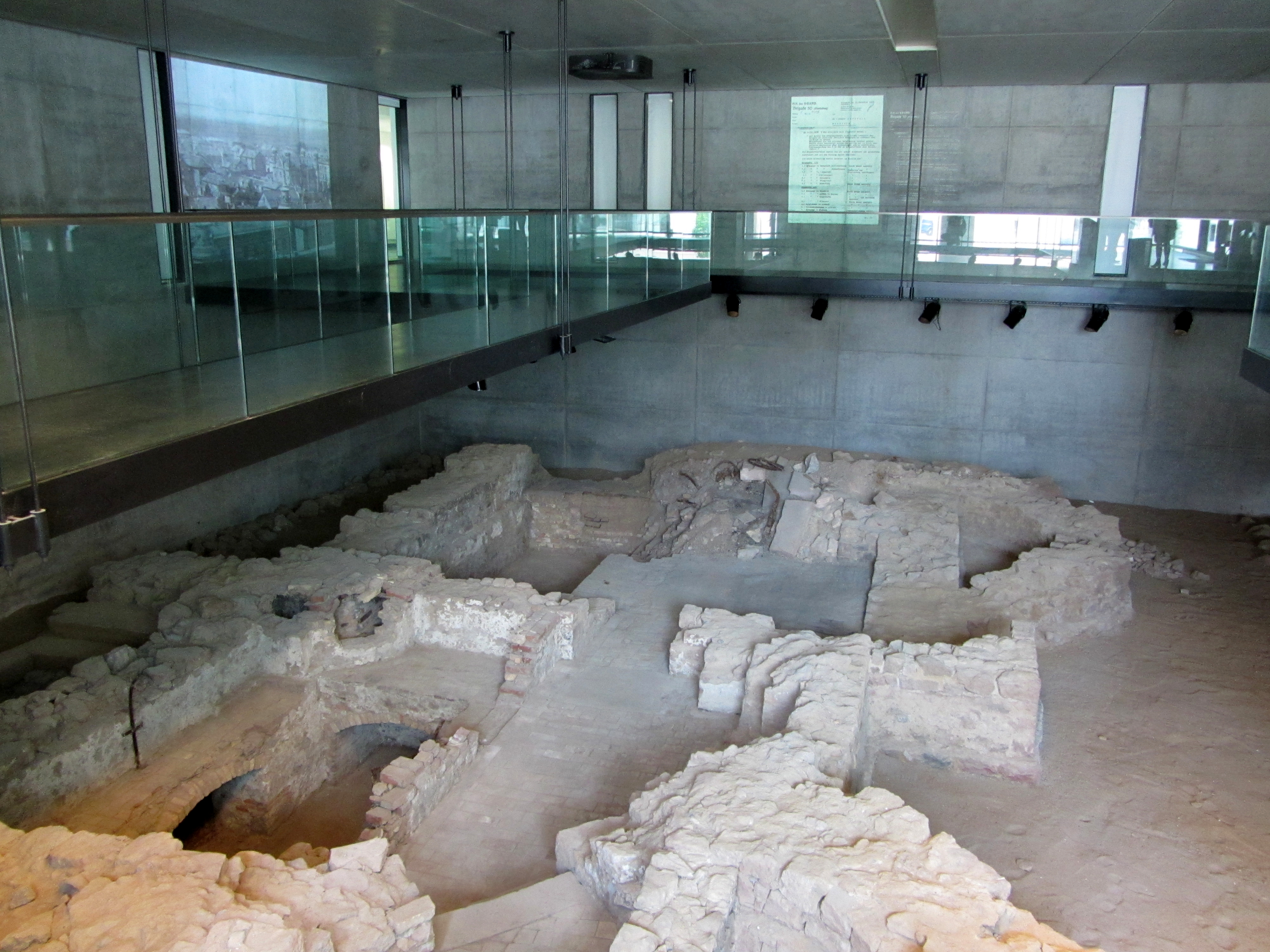
Mémorial présentant les fondations de la synagogue détruite.

### Mémorial pour la synagogue détruite
En octobre 2003, des parties des fondations de la synagogue libérale détruite sont découvertes lors des travaux de construction d'un nouveau bâtiment pour la clinique de Darmstadt. Après la découverte, la ville impose un gel de la construction et décide en 2004 d'intégrer un mémorial dans le nouveau bâtiment de la clinique.
En 2008, le conseil municipal décide de mettre en place le mémorial sur les fondations de la synagogue détruite. Le Erinnerungsort Liberale Synagoge est inauguré le 9 novembre 2009. Les fondations de l'ancien sanctuaire de la Torah et d'une tour forment le centre du mémorial. Un parcours artistique et didactique conçu par les artistes d'installations Ritula Fränkel et Nicholas Morris raconte l'histoire du lieu. En tant que mise en scène spatiale, l'image de la synagogue émerge telle qu'elle se présentait avant et après sa destruction. Des interviews et des documents de témoins contemporains donnent une idée de la vie avant la persécution des Juifs à Darmstadt, le harcèlement du national-socialisme et les événements après la nuit du pogrom. Le site commémoratif de la synagogue libérale se considère comme un dépositaire de la mémoire, un médiateur entre le passé et le présent.
Selon le bourgmestre Wolfgang Glenz, la ville a payé environ 2 millions d'euros pour la construction de la salle de 15 mètres sur 15, dans laquelle les visiteurs franchissent les vestiges du mur sur des passerelles, mais ne peuvent pas y entrer. L'argent est bien investi malgré des budgets serrés. Pour Glenz: Le mémorial est nécessaire pour rappeler que de tels crimes ne doivent plus jamais se reproduire et que racisme et intolérance ne doivent avoir aucune chance.

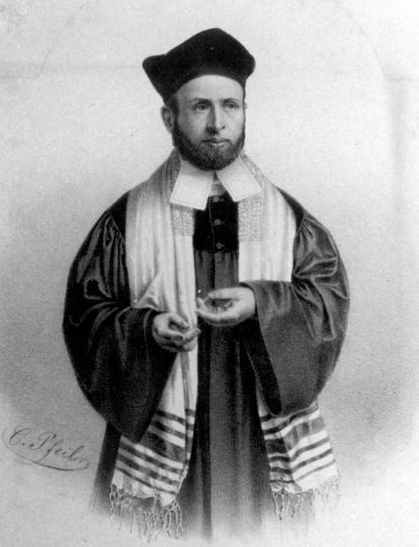
Le rabbin Julius Landsberger.

### Les rabbins de la synagogue libérale
- Dr Julius Landsberger (1819 – 1890) est le rabbin de l'État grand-ducal de Starkenbourg et de Hesse-Darmstadt de 1859 à 1889. Originaire du village de Zülz en Haute-Silésie (maintenant Biała Prudnicka en Pologne), il est reconnu pour son éloquence et son érudition. C'est pendant son affectation que la communauté juive orthodoxe se sépare, et qu'il procède à l'inauguration de la synagogue libérale de Darmstadt le 23 février 1876.

Landsberger est également un orientaliste important, membre de la Société orientale allemande, connaissant l'arabe et l'araméen en plus de l'hébreu. Lors de la guerre franco-allemande de 1870, il organise pour les prisonniers de guerre français musulmans originaires du Maghreb et du Sénégal, retenus au camp de Griesheimer Sand, des offices en arabe et leur lit le Coran. 
Lorsqu'il décède à Berlin en 1890, sa dépouille est transférée à Darmstadt, son principal lieu de travail, où il est enterré solennellement dans le cimetière juif de Darmstadt-Bessungen.
Le 9 novembre 2011, la ville de Darmstadt, à la demande de la communauté juive libérale, honore le rabbin en inaugurant la place Julius Landsberger, à côté du mémorial de la synagogue détruite. À la suite d'une vaste campagne de collecte de fonds des Amis de la Synagogue libérale, un relief dû au sculpteur Gerhard Roese et représentant le buste fragmenté de Landsberger, avec deux plaques, l'une retraçant la vie et l'œuvre de Landsberger et l'autre portant la devise: Zukunft braucht Erinnerung (L'avenir a besoin de mémoire) est inauguré sur la place.

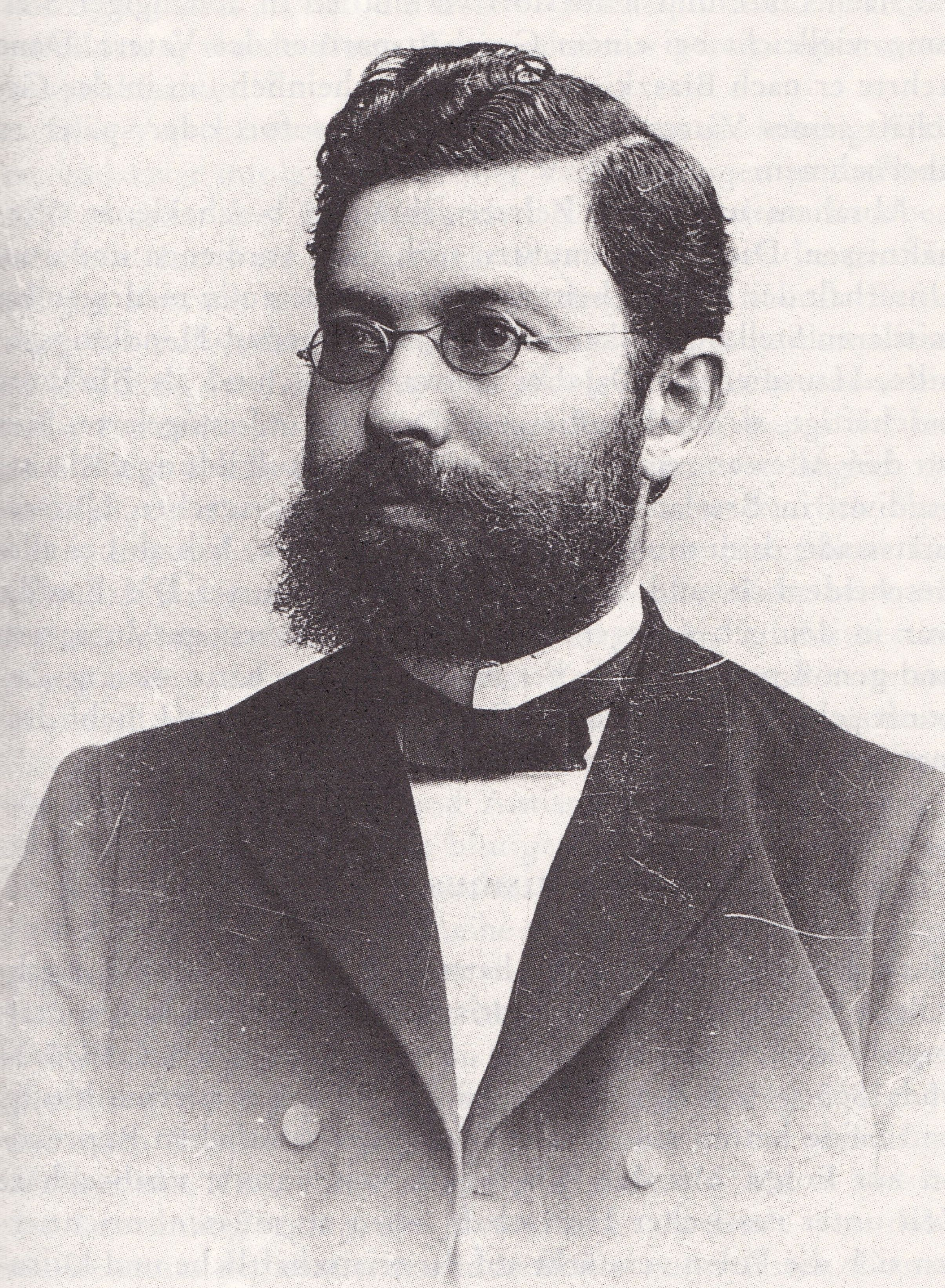
Le rabbin David Selver en 1890.

- David Selver (1857-1926) est le rabbin de la communauté libérale de Darmstadt de 1890 à 1907. Né à Chajowa, près de Błaszki dans l'Empire russe (actuellement en Pologne), il succède au rabbin Landsberger dont il avait été l'adjoint. La personnalité de Selver ne fait pas le consensus parmi les membres de la communauté, ce qui va conduire à son licenciement. Mais Selver réussit à se défendre avec succès et est réintégré[19]. Il est un ami très proche de personnalités juives allemandes telles que les poètes Karl Wolfskehl et Friedrich Gundolf. Il fait en 1901 un éloge solennel à la mort d'Heinrich Blumenthal, premier président de la communauté libérale de Darmstadt, ingénieur et entrepreneur en bâtiment, bâtisseur d'un quartier de Darmstadt l'actuel Johannesviertel[20].
- Dr Bruno Italiener (1881-1956)[21]: il devient rabbin de la communauté libérale de Darmstadt en 1907[22] et mènera un combat acharné contre l'antisémitisme qui prend de l'ampleur en Allemagne sous la république de Weimar. Originaire de Burgdorf près de Hanovre, il fait preuve d'un très grand charisme et est considéré comme un éminent talmudiste. Pendant la Première Guerre mondiale, il est rabbin militaire dans l'armée allemande sur le front oriental en France. En 1920, il publie Waffen im Abwehrkampf (Armes de combat défensif) en réponse aux attaques de plus en plus véhémentes contre les Juifs en Allemagne.
Le 1er décembre 1927, il quitte Darmstadt et devient le rabbin de la communauté libérale de Hambourg, poste qu'il occupera jusqu'à son émigration avec toute sa famille en 1939 en Angleterre à la suite du pogrom de la nuit de Cristal.
De 1939 à 1941, il est rabbin de la St. George's Settlement Synagogue dans l'East End, puis de 1941 à 1951, il est ministre assistant de la West London Synagogue. Dans la période de l'après-guerre, considéré comme un fidèle du chef de file du judaïsme progressiste, Leo Baeck , il est souvent appelé à Berlin-Ouest comme rabbin invité. Il meurt tragiquement en 1956 à Londres à la suite d'un accident domestique.
- Dr Erich Bienheim (16 novembre 1898 – 28 janvier 1962) est le dernier rabbin de la communauté juive libérale de Darmstadt avant la Shoah. Né à Duingen, il succède au rabbin Bruno Italiener en 1928 comme rabbin de Darmstadt[23], poste qu'il occupera jusqu'au déclenchement de la Seconde Guerre mondiale. Fuyant le nazisme, il part en Australie avant de s'installer définitivement en Angleterre à Bradford où il fonde et dirige la communauté juive libérale de Bradford.